# Axel Nordlander den äldre

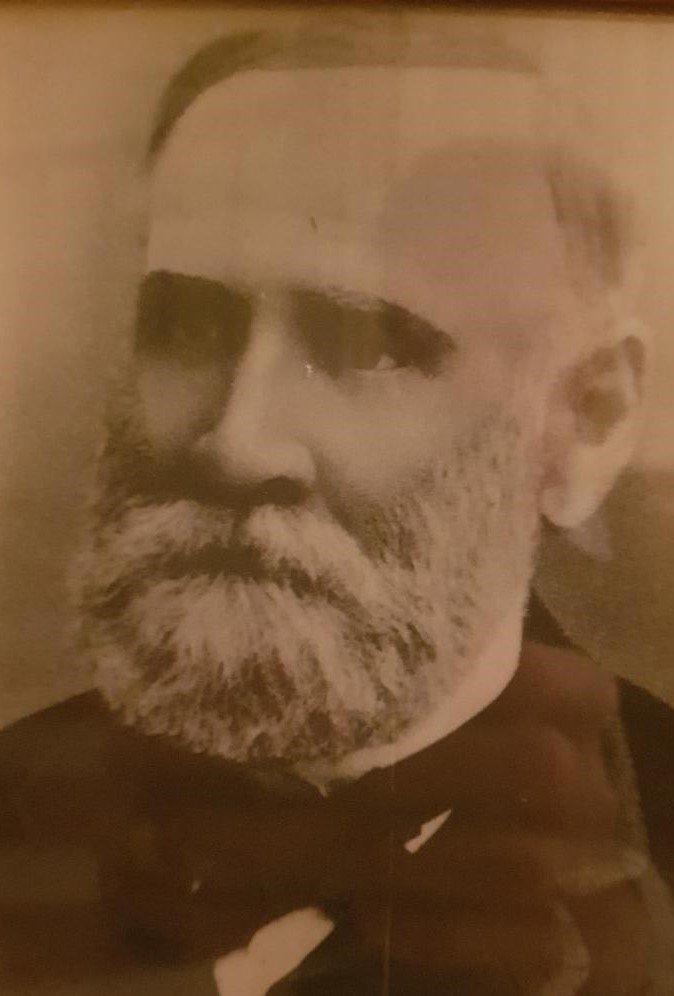
Axel Nordlander 1821-1892

Axel Nordlander den äldre, bruksägare och industriman, född 1821 i Stockholm, död 1892 i Smedjebacken, son till stadsmajoren Eric Nordlander. Efter att ha genomgått Hillska skolan i Stockholm blev Nordlander brukselev på Ludvika bruk. Sedan fadern köpt Hagge bruk i Norrbärke, Dalarna, övertog Nordlander driften där, endast 24 år gammal. 1856 grundade han, från början med två kompanjoner, Smedjebackens Walsverk, numera Ovako och utvidgade sina egendomar med bland annat Klenshyttan,  Björsjö och Persbo hyttor, samt med flera gruvor, bland annat Höga Visan i Grängesbergsfältet. I samband med grundandet av valsverket inköpte Axel den s.k. Bergmästaregården i Smedjebacken, sedermera Nordlanderska herrgården, en jordbruksegendom på 540 ha. Han investerade i Väsman-Barkens järnväg, Norrbärke sparbank och ett insjörederi för järntransporter till Stockholm. Axel Nordlander var också styrelseordförande i Nyhammars bruk. Han var gift med Gustafva Öhrn, dotter till bruksförvaltaren Pehr Öhrn. Han var far till Harald Nordlander och farfar till ryttmästare Axel Nordlander 